# 163
163（百六十三、ひゃくろくじゅうさん）は自然数、また整数において、162の次で164の前の数である。

## 性質
- 163は38番目の素数であり、1つ前は157、次は167。 
  - 約数の和は164。
    - 約数関数から導き出される数列 {\displaystyle a_{n}=\sigma (a_{n-1})} はその初期値によって異なる数列になる。異なる数列になる17番目の初期値(最小の値)を表す数である。1つ前は147、次は170。(ただし1を除く)(オンライン整数列大辞典の数列 A257348)
- 163 = 163 + 0 × i (iは虚数単位)
  - a + 0 × i (a > 0) で表される20番目のガウス素数である。1つ前は151、次は167。
- 11番目の 8n + 3 型の素数であり、この類の素数は x2 + 2y2 と表せるが、163 = 12 + 2 × 92 である。1つ前は139、次は179。
- 16…63 の形の最小の素数である。次は1663。ただし挟まれた数は無くてもいいとすると最小は13。(オンライン整数列大辞典の数列 A102023)
- 3m − 1 (6m − 1)型の素数と 3m + 1 (6m + 1)型の素数の個数が同じになる7番目の数である。1つ前は79、次は223。(オンライン整数列大辞典の数列 A098044)
- {\displaystyle \left[{\frac {\log _{e}(640320^{3}+744)}{\pi }}\right]^{2}}は163に極めて近い。小数点以下50桁までの数字を挙げると、「163.00000000000000000000000000002321677794245334106797…」である。

なお、この式は{\displaystyle e^{\pi {\sqrt {163}}}}≒262537412640768744を変形したもので、{\displaystyle e^{\pi {\sqrt {163}}}}=262537412640768743.999999999999250072597198…（ほとんど整数#ラマヌジャンの定数）である。
- 163は{\displaystyle \mathbb {Q} ({\sqrt {-d}})}の類数が1となる最大のdである(Heegner, 1952およびBaker, 1966)。→41

Baker, Transcendental Number Theory, Cambridge University Press, Cambridge, 3rd edition, 1990.
- 1/163 は循環節の長さ81の循環小数である。
  - 逆数が循環小数になる数で循環節が81になる最小の数である。次は326。
  - 循環節が n になる最小の数である。1つ前の80は697、次の82は913。(オンライン整数列大辞典の数列 A003060)
- 各位の和が10になる16番目の数である。1つ前は154、次は172。
  - 各位の和が10になる数で素数になる6番目の数である。1つ前は127、次は181。(オンライン整数列大辞典の数列 A107579)
- 163 = 21 × 34 + 1より、12番目のピアポント素数である。1つ前は109、次は193。(オンライン整数列大辞典の数列 A005109)
- 163 = 12 + 92 + 92
  - 3つの平方数の和1通りで表せる58番目の数である。1つ前は157、次は168。(オンライン整数列大辞典の数列 A025321)
- 163 = 23 + 33 + 43 + 43
  - 4つの正の数の立方数の和で表せる36番目の数である。1つ前は161、次は168。(オンライン整数列大辞典の数列 A003327)
- 桁の調和平均が2になる5番目の数である。1つ前は144、次は222。(オンライン整数列大辞典の数列 A062180)
例．3/1/1 + 1/6 + 1/3 = 2
- 円周上に異なる9つの点をとってそれぞれを結んだとき163個の領域に分けることができる。1つ前の8点は99、次の10点は256。(オンライン整数列大辞典の数列 A000127)
  - この数は n = 9 のときの n4 − 6n3 + 23n2 − 18n + 24/24 の値である。

## その他 163 に関連すること
- 西暦163年
- 年始から数えて163日目は6月12日、閏年では6月11日。
- ダーツの01ゲーム、カウントアップといったゲームにおいて、1スロー（3本の矢）で記録することが不可能な最小の点数。なお、2本では103点、1本では23点が最小となる。
- 第163代ローマ教皇はホノリウス2世（在位：1124年12月21日～1130年2月13日）である。
- サロ163形
- 163 × 10−2 = 1.63 は √2√2 の近似値である。この数は超越数である。(オンライン整数列大辞典の数列 A078333)